# Theridion gibbum
Theridion gibbum là một loài nhện trong họ Theridiidae.
Loài này thuộc chi Theridion. Theridion gibbum được William Joseph Rainbow miêu tả năm 1916.